# Jos Smos
Jos Smos, echte naam Jozef Eduard Hermans, (Antwerpen, 1 maart 1948) is een Belgische muzikant en componist. Hij werd bekend als lid van de groep Katastroof, en is het enige overblijvende lid van de oorspronkelijke bezetting.

## Levensloop

### Jeugd
Jos Smos werd in Antwerpen geboren. Zijn jonge jaren bracht hij door in de volkswijk Seefhoek. In 1960 verhuisde zijn gezin (twee ouders en een zus) naar de Antwerpse Linkeroever. Jos leerde van een vriend gitaar spelen. Zijn eerste groepje heette 'Polhymnia', een kleinkunstgroepje met twee jongens en hun respectievelijke vriendinnen. Na de split werd met drie buurjongens en een lief de folkgroep 'Plunk Incorporated' opgericht. Na zijn studies psychologie aan de Gentse universiteit was Jos een tijdlang muzikaal inactief, tot hij op een kanotocht Rob Stafford (de latere 'Rob de Snob') leerde kennen. Enkele jaren later zou deze ontmoeting de basis vormen voor de groep Katastroof.

### Katastroof
Katastroof ontstond in het najaar van 1977, toen vier jonge mannen de hoofden bijeen staken voor een eenmalig folk- en kleinkunstprogramma. Dankzij enkele succesvolle optredens bleven zij bij elkaar en kozen de groepsnaam 'Katastroof'. In die dagen brachten ze voor een paar gratis pinten folksongs en volksliedjes tijdens kroegentochten en nachtelijke omzwervingen in ondergronds Antwerpen. Al snel schreven ze een avondvullend programma bijeen met eigen liedjes in het Antwerps dialect. Deze meezingers waren geïnspireerd op het caféleven, maar er zaten ook protestsongs tussen, voornamelijk gericht tegen religie en politiek. De eigenlijke doorbraak kwam toen de groep zich door een platenproducer liet overhalen om de eerste elpee 'Stront aan de knikker' (1978) op te nemen. Ondanks weinig of geen airplay werd Katastroof een begrip. Zjuul Krapuul, Jos Smos, Rob de Snob en Jimmeke 't Slimmeke werden 'beruchte Vlamingen'.
Jos Smos is verantwoordelijk voor de meeste composities. De bekendste titels zijn: 'Met de Wijven niks as last', de 'Paterkesdans, 'In het bed van Tant' Jeanine', 'Den Boom in', 'Het Geloof', maar ook ballades als 'Tristige plant' en 'Weerzien'.
Vanuit Antwerpen werd de groep een vaste waarde in chiro-lokalen, parochiezalen en feesttenten van Vlaanderen. Op het einde van de 20e eeuw stapte Jimmeke er uit. Een herbewerking van Zuipe!, een der oudste Katastroof-songs veroverde in mei 2000 de eerste plaats in de Vlaamse top 10, en bracht de groep opnieuw in de belangstelling.
In 2002 werd keyboardspeler en multi-instrumentalist 'Stef Bef' binnen de rangen gehaald. Eind 2005 besloot Rob de Snob de groep te verlaten. Katastroof werd een trio (Zjuul Krapuul, Jos Smos en Stef Bef) en bleef albums produceren. Bij een optreden op de Grote Markt te Antwerpen, ter gelegenheid van hun 40-jarig bestaan (27/05/2017) werden 5000 fans geteld. Momenteel werden onder de groepsnaam 'Katastroof' 30 albums uitgebracht. In 2021 besloten Stef Bef en een paar maanden later Zjuul Krapuul de groep te verlaten. Jos Hermans zette met zijn zoon Eli (Eli Droge Keli) en Wout Stout de groep Katastroof verder.

### Soloprojecten
Van alle leden van Katastroof heeft 'Jos Smos' de meeste solo-projecten gehad. Naast gelegenheidsformaties waren deze zijstapjes gedurende jaren een constante:
- The Booz-Brothers
- Het Belgisch Bocque Octet Belge
- The Antwerp Downtown Jazzband
- Doffe Ellende, smartlappenpoppenkast
- De Poesje van Sint-Andries
- De Schaviezen
- 't Crisis-Orkestje
- De Pekelteef (als componist/begeleider)
- De Zingende Stadsgids

## Discografie
- Jos Smos in het blote beestenbos (1996)
- Smarten en andere lappen (1997)
- Jos Smos over het geloof (1999)
- Jos Smos en de frisse grietentros (2002)
- De liekes van de zingende stadsgids (2014)
- Vettige Vlomse volksliekes (2015)

### De Zingende Stadsgids
(enkel te verkrijgen op de stadswandelingen)
- Wandeling 1 (2012)
- Wandeling 2 (2013)
- Wandeling 3 (2014)
- Wandeling 4 (2017)

De essentie werd uitgebracht in 'Jos Smos-de liekes van de zingende stadsgids'

### Crisis-Orkestje
- Gerecycleerde liekes (2001)
- Blikschade (2007)

### De Pekelteef
(met Jos Smos als componist/begeleider)
- Mannen zijn varkens (2001)

## Boeken
- Jos Smos: "Katastroof, de geschiedenis van een Antwerps fenomeen", 2012, Uitgeverij C. De Vries – Brouwers Antwerpen – Rotterdam
- Jos Smos: "Katastroof, Al ons liekes, van Afscheid tot Zuipe!", 2017, Uitgeverij C. De Vries – Brouwers Antwerpen – Rotterdam
- Jos Hermans: "Reïncarnatie, mijn zoektocht naar vorige levens", 2019, Uitgeverij C. De Vries – Brouwers Antwerpen – Rotterdam

## Privéleven
Jos is getrouwd en heeft twee kinderen uit een eerder huwelijk. Zijn zoon is eveneens muzikant, deed verschillende samenwerkingen met Katastroof of solo-projecten en sloot zich later bij Katastroof aan. De dochter staat in voor verschillende layouts van onder andere de boeken.